# Movimento Patriótico Arubano
Movimento Patriótico Arubano er et politisk parti i Aruba. Partiet blev dannet som udbryderparti fra Partido Patriótico Arubano. Ved sidste parlamentsvalg i 2005 vandt partiet 7% af stemmerne, og 1 sæde ud af 21 i Staten.
| Politisk parti | Spire Denne artikel om et politisk parti eller gruppe er en spire som bør udbygges. Du er velkommen til at hjælpe Wikipedia ved at udvide den. |